# Gomphrena pumila
Gomphrena pumila är en amarantväxtart som beskrevs av John Gillies och Horace Bénédict Alfred Moquin-Tandon. Gomphrena pumila ingår i släktet klotamaranter, och familjen amarantväxter. Inga underarter finns listade i Catalogue of Life.